# 源頼治
源 頼治（みなもと の よりはる）は、平安時代後期の武将。大和源氏、陸奥守・源頼俊の次男。通称は宇野冠者。官位は中務丞。宇野氏の祖。

## 略歴
嘉保2年（1095年）に延暦寺の僧兵が源義綱の配流を要求して強訴を起こした際に、関白藤原師通の命により賀茂川原の守備に就き、これを撃退する。しかしその際、頼治の手勢が日吉神社の神輿を射たことが、さらなる延暦寺側の態度の硬化を招くこととなった。降って4年後の承徳3年（1099年）には、師通が38歳にして急死。これを神罰と恐れた朝廷は、ついに頼治を処罰することを決断し、佐渡国（一説には土佐国）への配流とした。
曾祖父頼親、祖父頼房に次ぐ頼治の失脚は、大和源氏の勢力衰退に一層拍車をかけることとなった。

## 系譜
- 父：源頼俊
- 母：播磨守藤原定輔の娘
- 妻：不詳
- 生母不明の子女
  - 男子：源頼隆
  - 男子：源頼賢
  - 男子：源親弘
  - 男子：源親通